# 蒙塞纽尔保罗
蒙塞纽尔保罗是巴西米纳斯吉拉斯州的一个市镇。总面积216.46平方公里，总人口12051人，人口密度55.7人/平方公里。